# Osteochilus spilurus
Osteochilus spilurus е вид лъчеперка от семейство Шаранови (Cyprinidae). Видът не е застрашен от изчезване.

## Разпространение
Разпространен е в Бруней, Индонезия (Калимантан, Суматра и Ява), Малайзия (Западна Малайзия и Саравак) и Тайланд.